# Theresa Duncan
Theresa Duncan (Lapeer, 26 de octubre de 1966 - East Village, 10 de julio de 2007) fue una diseñadora de videojuegos, bloguera, cineasta y crítica estadounidense. A finales de la década de 1990, fue reconocida como una de las diseñadoras de videojuegos para niñas más aclamadas por la crítica.

## Trayectoria
Theresa Lee Duncan nació en Lapeer, Míchigan, hija de Donnie y Mary Duncan. Vivió con su socio Jeremy Blake en Nueva York durante los años noventa mientras trabajaba para una agencia interactiva, y en Los Ángeles hasta 2007, tras lo cual Duncan y Blake se trasladaron de nuevo a Manhattan.
Duncan creó tres influyentes juegos de ordenador en CD-ROM para niñas en la segunda mitad de la década de 1990: Chop Suey, Smarty y Zero Zero. Estos juegos se diseñaron como alternativa a su campo tradicionalmente orientado a los hombres, donde los pocos "juegos de niñas" creados encarnaban un "modelo de autorrealización que atraía a los chicos". Duncan se pronunció en contra de los juegos de chicas probados en el mercado, caracterizados por una "seria insulsez" y un "feminismo superficial [como] ponerle un lazo rosa a Pac-Man".
Los tres juegos creados por Duncan se basan en historias y giran en torno a la búsqueda y el descubrimiento. Chop Suey (1995) es un libro de cuentos interactivo en el que dos niñas exploran la ciudad de Cortland, Ohio. Smarty (1996) narra la visita de la joven protagonista a casa de su tía Olive durante el verano, donde presenta un programa de radio sobre ortografía, explora la vida en un pueblo pequeño y visita una misteriosa tienda de baratijas. Zero Zero, publicado en 1997, sigue a una joven llamada Pinkee en el París de fin de siglo que salta de tejado en tejado, explora las catacumbas y descubre la ciudad.
Chop Suey fue cocreado con Monica Gesue y narrado por el entonces desconocido autor David Sedaris. Gesue se esforzó por diseñar un juego «colorido, cálido y brillante» que contrastara con el modo en que «muchos gráficos de ordenador de la época que eran realmente desagradables». Para Smarty y Zero Zero, Duncan colaboró con su socio Jeremy Blake. Smarty mantuvo el aspecto «cálido, hecho a mano e inspirado en el folclore» de Chop Suey, pero también era menos desordenado y más idílico, con una perspectiva más cuidada y fondos “sueltos y pictóricos”. Blake creó más de 3.000 dibujos para el juego. Zero Zero era "una pieza de época, y Blake utilizaba líneas gruesas y torcidas que a veces parecían sugerir un dibujo xilográfico".
Duncan hablaba con frecuencia de un juego propuesto para chicas mayores llamado Apocalipstick. Lo describió como algo que "se mueve como Doom", e "implica a supervivientes de un cataclismo destructivo que encuentran las pocas películas que quedan, que resultan ser únicamente elegantes películas de los años treinta al estilo de El hombre delgado... [e intentan recrear] la vida basándose en el Stork Club y Fortuny y las armas del glamour".
En 2000, Duncan creó The History of Glamour, un vídeo de una hora de duración animado digitalmente. En su artículo para Salon, Matthew Debord describió la obra como "una sátira despiadada del incestuoso momento cultural neoyorquino de los 90: la moda, el arte, los famosos y varias tribus estilísticas del centro de la ciudad convergen y son destrozadas para nuestro deleite". En el mismo artículo, Duncan señaló que la obra está influenciada por la obra Love, Loss, and What I Wore de Nora y Delia Ephron. The History of Glamour se incluyó en la Bienal del Whitney de 2000.
Duncan también publicó con frecuencia. Escribió artículos para publicaciones como Artforum, Slate, Feed Magazine y Bald Ego, y publicó su propio blog, The Wit of the Staircase. En su blog, Duncan enumeraba sus intereses como "el cine, la filología, los recuerdos de la guerra de Vietnam, los perfumes raros y descatalogados, el coleccionismo de libros, la filatelia, los trucos con cartas y monedas, el futurismo, Napoleón Bonaparte, la historia de la electricidad».

## Legado
Los CD-ROM de Duncan han sido muy reconocidos. En el momento de su lanzamiento, Chop Suey fue nombrado por Entertainment Weekly como "CD-ROM del año 1995" y, en general, fue elogiado por la crítica. En los últimos años, se ha considerado como una obra significativa del auge del CD-ROM. Kara Swisher escribió en 2007: "Aunque el negocio del CD-ROM demostró ser una tecnología puente y Chop Suey no resistió la embestida de internet, después de verlo, nunca lo olvidé". En 2012, en Motherboard, la crítica de videojuegos Jenn Frank calificó Chop Suey de "atemporal", y celebró su valentía al representar "lo criminalmente subrepresentado: es decir, la imaginación salvaje de alguna niña de entre 7 y 12 años".
Debido a que sus juegos fueron diseñados en CD-ROM para ser jugados en sistemas operativos que "ya no son posibles de instalar en los ordenadores modernos", los juegos fueron durante muchos años inaccesibles para la mayoría de la gente. En 2015, Rhizome, una organización sin ánimo de lucro que se centra en el arte de los nuevos medios, restauró los juegos de Duncan haciendo que los juegos «originales e inalterados» se pudieran jugar en un navegador web con la ayuda de recaudación de fondos a través de Kickstarter. En 2023, ScummVM anunció el apoyo a Chop Suey como parte de su esfuerzo por apoyar los juegos de Macromedia Director.

## Muerte
Duncan fue hallada muerta en el apartamento que compartía con Blake en el East Village, Manhattan, el 10 de julio de 2007. La causa oficial de la muerte fue el suicidio. Se cree que Blake se suicidó una semana después, tras ser vista por una llamada anónima al 911 caminando hacia el océano Atlántico cerca de Rockaway Beach, Queens. Según amigos de la pareja, Duncan y Blake creían que estaban siendo seguidos y acosados por cienciólogos hasta el momento de su muerte. Tras la muerte de ambos, aparecieron dos entradas en su blog web (presumiblemente escritas antes de su muerte). En la Nochevieja de 2007, Duncan publicó su última entrada en el blog, titulada "Nuevo comienzo", en la que citaba el poema de T. S. Eliot, East Coker.
Las circunstancias de la muerte de Duncan suscitaron una gran atención mediática, incluidos importantes artículos en Vanity Fair y la revista New York.
El episodio de Law & Order "Bogeyman" de la temporada 18 se basa libremente en las muertes de Duncan y Blake. En el episodio, el cuerpo del personaje paralelo a Theresa Duncan tiene pruebas forenses que ponen en duda su suicidio, mientras que el personaje paralelo a Jeremy Blake sobrevive a su intento de suicidio. Un caso legal contra él es interrumpido por el grupo de culto, lo que resulta en un juicio casi nulo seguido de una declaración de culpabilidad aceptada después de que el ADA implica que tanto él como el juez están conectados con el culto.
El álbum de 2012 de Baron von Luxxury The Last Seduction contiene varias canciones sobre Duncan y Blake, que eran sus amigos.